# Býškovice
Býškovice är en ort i Tjeckien.   Den ligger i distriktet Okres Přerov och regionen Olomouc, i den östra delen av landet, 250 km öster om huvudstaden Prag. Býškovice ligger 274 meter över havet och antalet invånare är 387.
Terrängen runt Býškovice är varierad.Runt Býškovice är det ganska tätbefolkat, med 86 invånare per kvadratkilometer. Närmaste större samhälle är Přerov, 19,0 km väster om Býškovice. Trakten runt Býškovice består till största delen av jordbruksmark.